# متلازمة ماكوسيك كوفمان
متلازمة ماكوسيك كوفمان هي حالة وراثية مرتبطة بMKKS (هو بروتين يشفر بواسطة جين MKKS في الإنسان).

متلازمة McKusick - كوفمان موروثة بطريقة مقهورة جسدية متنحية

سميت هذه الحالة باسم الدكتور روبرت ل. كوفمان وفيكتور ماكوسيك. ويُعرف أحيانا بالاختصار MKS. وفي مرحلة الطفولة، قد يكون من الصعب التمييز بين متلازمة MKS و متلازمة بارديت-بيدل ،حيث أن الأعراض الأكثر شدة للحالة الأخيرة نادراً ما تتجسد قبل البلوغ.
وتصيب متلازمة ماكوسيك كوفمان واحد من بين كل 10 آلاف شخص في سكان نظام الآميش القديم. ولم تحدد الأبحاث حالات خارج هذا القطاع من السكان.

## العرض
سريريًا (اكلنيكيًا)، تتميز متلازمة مكوسيك كوفمان بمزيج من ثلاث ملامح: تعدد الأصابع، وعيوب في القلب، وتشوهات في الأعضاء التناسلية:
- رتق المهبل مع موه رحمي مهبلي.
- ضعف المهبل و / أو الرحم.
- الإحليل التحتاني، انحناء القضيب (القضيب المنحنى إلى الأسفل) ، والخصيتين الغير مستلقين (الخصيتين).
- تضيق الحالب أو رتق الحالب.

## علم الوراثة
يتم توريث MKS في نمط صفة متنحية مهيمنة. ويجب أن يكون كلا والدين المصاب حاملين متخالفين للبديل المرضي. لا يظهر حاملين المتخالفين لـ MKS أي أعراض للاضطراب، ولا يمكنهم  تطوير هذا الاضطراب. ويكون لكل طفل من هؤلاء الحاملين(الناقلين) لديه 1/4 فرصة للإصابة ب MKS، وفرصة 1/2 من أن يكونوا ناقلين أنفسهم، وفرصة 1/4 لعدم الإصابة وعدم النقل.

## التشخيص
تدعم النتائج السريرية تشخيص MKS ، بما في ذلك تحديد الأمراض التي تصيب الصبغات الوراثية متضادة الصفات. بالإضافة إلى ذلك، يتطلب التشخيص استبعاد متلازمة باردو-بيديل.

## العلاج
وتتوفر العلاجات المصاحبة لأعراض MKS ، بما في ذلك معالجة عيوب تعدد الأصابع والعيوب الخلقية في القلب.

## ُانظر ايضًا
- متلازمة باردت بيدل.
- سيادة (وراثة).